# 송종호 (1956년)
송종호(宋宗鎬, 1956년 12월 6일 ~ )는 대한민국의 공무원이다.

## 학력
- 1975년 : 계성고등학교 졸업
- 1982년 : 영남대학교 전기공학 학사

## 경력
- 상공부 정책심의관
- 중소기업청 정책심의관
- 중소기업청 지원총괄국 창업지원과 과장
- 중소기업청 벤처진흥과장
- 2001.05 : 중소기업청 기술정책과장
- 중소기업청 벤처정책과장
- 2004.01 : 중소기업청 혁신담당관 공업부이사관
- 2006.2 ~ 2006.12 : 중소기업청 국방대학원 국장
- 2006.12 ~ 2008.03 : 중소기업청 창업벤처본부장
- 2008.03 ~ 2010 : 대통령실 경제수석실 중소기업비서관
- 2010.09 ~ 2011.12 : 중소기업진흥공단 이사장
- 2011.12 ~ 2013.03 : 중소기업청장
- 2013.05 ~ : 경일대학교 경영학부 석좌교수
- 2014 ~ : 대경벤처창업성장재단 이사장
- 새누리당
- 2019.11 : 경북차량용임베디드기술연구원 원장
- 경북자동차임베디드연구원 원장
- 2021.12 ~ 2022.01 : 국민의힘 살리는 선거대책위원회 직능총괄본부 직능지원단 중소기업지원본부장

## 수상
- 1998년 : 대통령 표창
- 2000년 : 감사원장 표창
- 2011년 : 한국경영교육학회 한국인경여대상